# 흰올빼미
흰올빼미(Bubo scandiacus)는 올빼미과에 속하는 크고 흰 올빼미이다. 흰올빼미는 북아메리카와 유라시아의 북극 지역에 자생한다. 수컷은 대부분 흰색이며 암컷은 검은 깃털이 더 많은 편이다. 어린 흰올빼미들의 깃털은 검은 색이며 이후 흰색으로 바뀐다. 흰올빼미는 둥지를 틀며 주로 쥐와 두더지를 사냥하며 기회에 맞춰 부육을 먹기도 한다. 한국 남부 지역에서는 1912년 충남 예산에서 한 마리가 채집되었고 1984년 2월에 경기도 김포에서 한 마리가 포획된 기록이 있으며, 북한의 함경남도 원산에서는 1888년 2월, 양강도 삼지연시에서 1967년 9월, 1968년 10월에 나선에서 관찰된 기록이 있다.

## 분류
흰올빼미는 칼 폰 린네가 1758년 자연의 체계 제10권에서 Strix scandiaca라는 학명으로 분류하였다. 부보(Bubo)라는 속명은 수리부엉이를 뜻하는 라틴어이며 스칸디아카(scandiaca)라는 종소명은 스칸디나비아를 뜻하는 근대 라틴어이다.
최근까지 흰올빼미는 구별된 속의 유일한 개체인 "Nyctea scandiaca"로 인식되었으나 mtDNA 시토크롬 b 염기서열 데이터(Olsen et al. 2002)는 수리부엉이속의 수리부엉이와 매우 밀접한 관련이 있다는 것을 보여주었다. 그러나 일부 기관들은 이 분류에 대해 논하며 여전히 닉테아(Nyctea)를 선호하고 있다.

## 개요
노란 눈, 검은 부리의 흰 새로 쉽게 인지된다. 몸 길이는 52~71 센티미터이고 날개 길이는 125~150 센티미터이다. 이 올빼미들은 1.6~3 킬로그램의 몸무게를 지닌다. 야생에서의 평균 수명은 10년이다. 올빼미 중 가장 큰 종들 가운데 하나이며 북아메리카에서는 평균적으로 가장 몸무게가 많이 나가는 올빼미종이다. 다큰 수컷은 실질적으로 순수 흰색이지만 암컷과 어린 새들은 어두운 점이 일부 있다.

## 분포
흰올빼미는 알래스카주, 캐나다 북부, 유라시아 최북극 툰드라에 둥지를 튼다. 캐나다와 북부 유라시아 쪽으로 겨울을 난다. 때로는 인도북부, 미국남부 지역에서 월동하는 경우도 있다.

## 보존
1998년 이후로 국제 자연 보전 연맹에 의해 관심대상종으로 분류된 흰올빼미는 2017년 취약종으로 상태가 올라갔다. 과거 약 200,000마리의 개체수는 현재 과도하게 추정된 것으로 인식되며 28,000마리로 추산하는 것이 더 현실적이다.

## 대중 문화
- J. K. 롤링의 해리 포터 책에서 해리포터의 올빼미로 등장하며 그리고 동명의 영화들은 헤드위그라는 이름의 암컷 흰올빼미를 그리고 있다.[8]
- 프랑스 공군이 개발한 무인 항공기 EADS 하르팡은 흰올빼미를 뜻하는 프랑스어 낱말로 지어졌다.(Harfang des neiges).

## 사진
- 수컷
- 암컷
- 알
- 바닥에서의 흰올빼미
- 착지의 순간